# Hertogdom Württemberg
Het hertogdom Württemberg (Duits: Herzogtum Württemberg) was een middelgroot land in het Heilige Roomse Rijk, dat geregeerd werd door het huis Württemberg. In 1495 verhief Rooms-koning Maximiliaan I het graafschap Württemberg tot hertogdom. In 1803 profiteerde Württemberg van de Reichsdeputationshauptschluss: het grondgebied van het land werd uitgebreid en het land werd verheven tot keurvorstendom. Drie jaar later trad de keurvorst toe tot de door Napoleon beheerste Rijnbond, waarvoor Napoleon hem beloonde met de koningstitel en nieuwe gebiedsuitbreidingen.
Het hertogdom lag in het zuiden van Duitsland, aan de rivier de Neckar, ten oosten van het Zwarte Woud en ten noorden van de Zwabische Jura. Binnen het Heilige Roomse Rijk was het ingedeeld bij de Zwabische Kreits. Württemberg was een uitgesproken agrarisch, maar vrij dichtbevolkt land. De grootste steden waren de hoofdstad Stuttgart en de kleinere universiteitsstad Tübingen. Ludwigsburg, dat in de 18e eeuw gesticht werd, groeide uit tot de tweede stad van het land. Naast Württemberg regeerden de hertogen over het kleine graafschap Mömpelgard in het uiterste zuiden van de Elzas.
De Württembergse politiek werd grotendeels bepaald door de grote invloed van de Staten op het bestuur. Daarnaast was het hertogdom sinds de Reformatie een van de weinige lutherse gebieden in het zuiden van Duitsland. Het land werd zwaar getroffen tijdens de Dertigjarige Oorlog (1618-1648) en de daaropvolgende oorlogen tegen de Franse koning Lodewijk XIV. In de 18e eeuw deden verschillende hertogen pogingen als absolute vorsten te regeren, waar ze door het verzet van de Staten niet in slaagden.

## Geschiedenis

### Vereniging en rangverhoging
De graven van Württemberg hadden gedurende de middeleeuwen hun gebieden steeds verder uitgebreid, voornamelijk door aankopen. Aan het begin van de 15e eeuw was Württemberg uitgegroeid tot het grootse graafschap in het Heilige Roomse Rijk. Het graafschap was echter geen eenheid, maar een conglomeraat van verschillende rechten en gebieden. In 1442 besloten de twee regerende graven om het land onderling te verdelen, waardoor de graafschappen Württemberg-Stuttgard en Württemberg-Urach ontstonden.

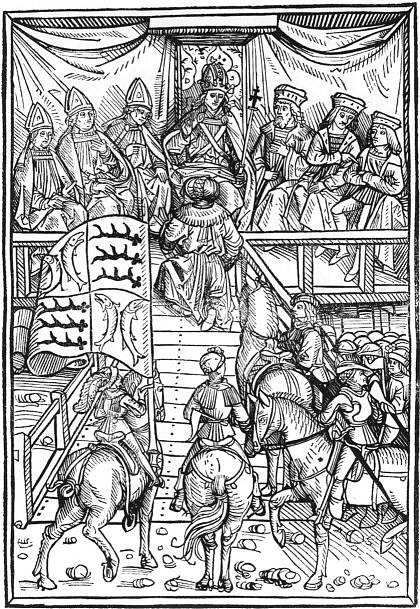

Graaf Ulrich V van Stuttgart kwam na zijn nederlaag in de Slag bij Seckenheim (1462) financieel in de problemen. De graaf van Württemberg-Urach, Eberhard V met de Baard, gebruikte de zwakke positie van de graven van Stuttgard om aan te sturen op de hereniging van Württemberg onder zijn heerschappij. In 1473 stond Eberhard V het graafschap Mömpelgard af aan zijn neef Hendrik, om zo een verdere deling van Württemberg-Stuttgard te voorkomen. Nadat Ulrich V in 1480 overleden was, sloot Eberhard met de Baard in 1482 het Verdrag van Münsingen met Ulrich's opvolger Eberhard de Jongere. Hierin werd Eberhard met de Baard tot enige regerende graaf verklaard, terwijl Eberhard de Jongere als zijn erfgenaam werd benoemd. Württemberg werd opnieuw verenigd, met Stuttgard als hoofdstad. Na verschillende pogingen van Eberhard de Jongere om onder het verdrag uit te komen, werd in 1492 het Verdrag van Esslingen gesloten. Eberhard de Jongere werd opnieuw als erfgenaam aangewezen, maar zijn macht zou ingeperkt worden door een regeringsraad.
Het hoogtepunt van de regering van Eberhard vond plaats tijdens de Rijksdag van Worms in 1495. Zonder dat de graaf en zijn raadgevers op de hoogte waren, lanceerde Rooms-koning Maximiliaan I het plan om Württemberg tot hertogdom te verheffen. Pas toen Eberhard in Worms aankwam, maakte de koning zijn plan bekend. De beleningsceremonie vond plaats in de open lucht en bestond uit twee delen. Eerst ontving Eberhard knielend voor de koning de symbolen van de hertogelijke waardigheid, waaronder een ceremonieel zwaard. Vervolgens reed hij met zijn gevolg tot voor de koningstroon, stapte van zijn paard en knielde voor de koning, die hem met zijn nieuwe hertogdom beleende. Everhard en zijn opvolgers traden door deze rangverhoging officieel toe tot de rijksvorstenstand. Württemberg werd verenigd tot één ondeelbaar rijksleen en de rechten die naburige vorsten in het gebied hadden werden ongeldig verklaard. Daarnaast liet Eberhard de afspraken uit het Verdrag van Esslingen in de oorkonde die zijn rangverhoging bevestigde vastleggen.

### De eerste regering van hertog Ulrich
Hertog Eberhard met de Baard stierf in 1496. Hij werd opgevolgd door Eberhard de Jongere, die echter meteen de regeringsraad waarmee hij de macht moest delen terzijde schoof. De Staten, en met name de adel, tekenden bezwaar aan, waarin ze uiteindelijk werden gesteund door koning Maximiliaan I. In 1498 zetten ze de hertog af. De Staten stelden in zijn plaats een regentschapsraad aan, die regeerde in naam van de elfjarige Ulrich. Ulrich was de enige zoon van Hendrik, die in 1490 door Eberhard met de baard wegens krankzinnigheid opgesloten was in het kasteel van Urach.
Toen Ulrich zestien jaar oud werd, verklaarde Rooms-koning Maximiliaan hem meerderjarig en regeringsbekwaam. Aanvankelijk steunde Ulrich Maximiliaan, en volgde hij de koning tijdens verschillende oorlogen, zoals de Landshuter Successieoorlog. Württembergse strijdkrachten veroverden en plunderden tijdens de oorlog grote delen van de Palts. De Palts en Beieren moesten na de oorlog een deel van hun gebieden afstaan, waaronder de heerlijkheid Heidenheim, Besigheim, Weinsberg Neuenstadt, Möckmühl, het graafschap Löwenstein en de Abdij van Maulbronn aan Württemberg. Ulrichs verbond met Maximiliaan, die inmiddels tot keizer was gekroond, werd nog verder versterkt door zijn huwelijk in 1511 met Sabina van Beieren, een nicht van de keizer.

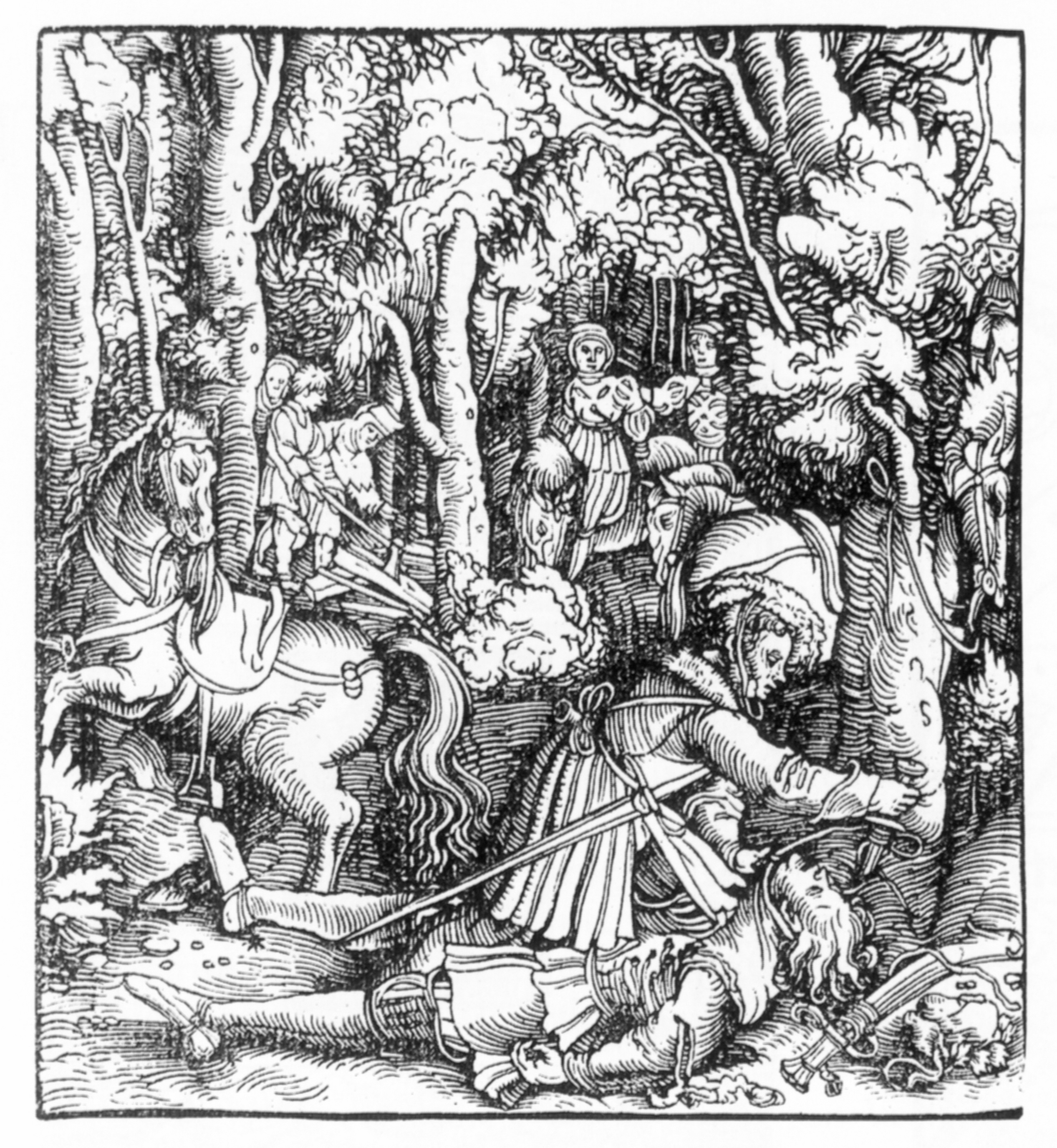
De moord op Hans von Hutten door hertog Ulrich, 1519.

In 1514 leidde door de hertog ingevoerde belastingverhogingen tot de eerste boerenopstand in Württemberg, de Arme Konrad. In verschillende steden zetten de boeren de stadsraad af en stelden ze hun eigen vertegenwoordigers aan. Na een korte poging om persoonlijk te bemiddelen, riep de hertog de Staten op een landdag in Stuttgart bijeen, waar ook de boerenvertegenwoordigers uitgenodigd werden. De stadsraden van Stuttgart en Tübingen wisten de regering over te halen om de landdag, zonder de vertegenwoordigers van de boeren, naar Tübingen te verplaatsen. De boeren raakten politiek geïsoleerd. Onder bemiddeling van Oostenrijk en andere naburige vorsten, sloot de hertog het Verdrag van Tübingen met de Staten. De Staten namen de hertogelijke schulden over, maar in ruil daarvoor moest de hertog voor elke belastingverhoging toestemming aan de landdag vragen. Verder kreeg de landdag het recht om mee te beslissen over oorlogsverklaringen en kreeg alle Württembergse onderdanen de vrijheid om hun woonplaats te verlaten. Het verdrag van Tübingen was een van de belangrijkste documenten voor de constitutie van het hertogdom. De boerenstand kreeg geen plaats binnen de Staten. Ulrich eiste van hun vertegenwoordigers dat ze hem als hertog moesten huldigen, of anders als opstandelingen berecht zouden worden. Twee legers van in totaal 4000 gewapende boeren verzamelden zich in Leonberg en Schorndorf, waar de opstand begonnen was. Hertog Ulrich wist de boeren in Leonberg na persoonlijk onderhandeld te hebben tot huldiging over te halen. Het leger in Schorndorf gaf zich later over aan een hertogelijke troepenmacht. Uiteindelijk werden zestien boerenleiders vanwege opstandigheid geëxecuteerd.
Gebeurtenissen uit Ulrichs persoonlijke leven leidden in 1515 tot een breuk met de keizer. Na een ruzie over een affaire vermoordde de hertog persoonlijk zijn stalmeester Hans von Hutten tijdens een jachtpartij. Een aantal edelen in dienst van de hertog legden hun functie neer en Ulrichs vrouw Sabina vluchtte vanwege mishandelingen naar Beieren, waar ze bescherming zocht bij haar broers. De verwanten van Hans von Hutten en Sabina richtten zich tot de keizer, die Ulrich in 1516 in de rijksban deed. Ulrich zou afgezet worden, en de Staten zouden de regering over nemen. Het lukte de keizer echter niet om de ban daadwerkelijk uit te laten voeren. Ondertussen nam Ulrich wraak op zijn adellijke tegenstanders door hun burchten plat te branden en liet hij de enkele leden van de Staten folteren wegens hoogverraad. Toen Maximiliaan in 1519 overleed dacht de hertog de vrije hand te hebben en veroverde hij de Rijksstad Reutlingen. De Zwabische Bond, waar Reutlingen lid van was, kwam in actie. Een leger onder leiding van de hertog van Beieren verdreef Ulrich na korte gevechten en bezette het hertogdom. Met behulp van een Zwitsers huurlingenleger probeerde Ulrich zijn hertogdom heroveren, maar hij werd opnieuw verslagen door de troepen van de Bond. Om de oorlogskosten te dekken verkocht de Bond het hertogdom in 1520 aan Keizer Karel V.

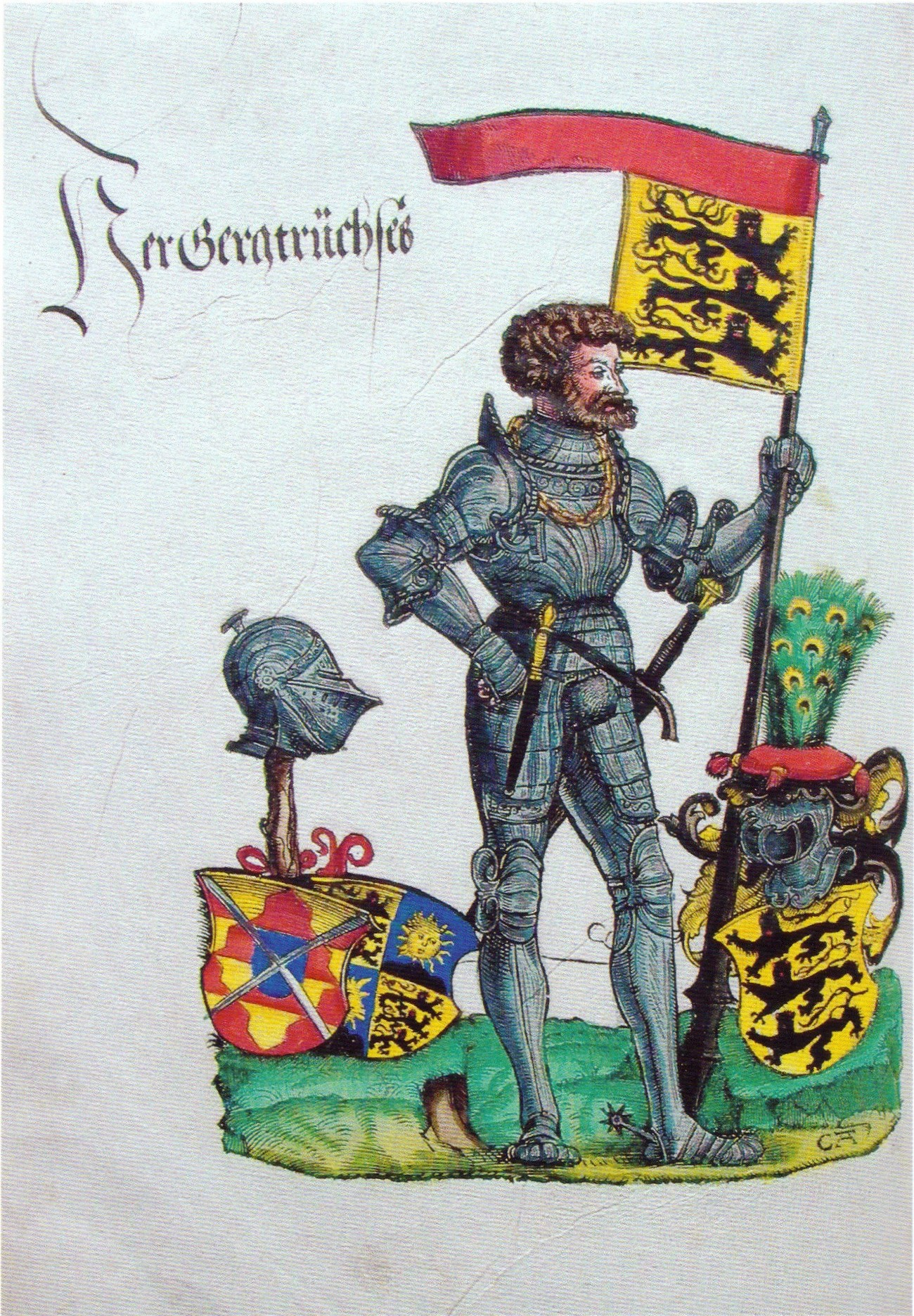

### Oostenrijk en de Boerenoorlog
Voor de Habsburgse keizer was Württemberg strategisch van belang. De hoofdstad Stuttgart lag centraal ten opzichte van de Habsburgse steden Wenen en Brussel. Daarnaast hadden de Habsburgers, die ook Voor-Oostenrijk bezaten, nu het grootste territorium in Zuidwest-Duitsland in handen. Karel V stond het hertogdom samen met zijn andere Duitse bezittingen, in 1522 af aan zijn broer Ferdinand I. De Habsburgers lieten zich in Württemberg vertegenwoordigen door een stadhouder. Karel V en Ferdinand I bevestigden het Verdrag van Tübingen, en breidden de rechten van de inwoners zelfs verder uit. Het hertogdom moest echter wel meebetalen aan de oorlogen die de keizer voerde. Ook verpandde de keizer Heidenheim aan de Rijksstad Ulm en het Amt Möckmühl aan het Prinsbisdom Würzburg.
De annexatie van het hertogdom leidde tot onvrede onder de andere Duitse vorsten. Hoewel ze instemden met de afzetting van Ulrich, ging de onteigening van de Württembergse dynastie een stap te ver. Tijdens Rijksdagen drongen de vorsten, onder leiding van Beieren, aan op een schadevergoeding voor Ulrichs zoon Christoffel. Ulrich zelf verbleef tijdens zijn verbanning in Zwitserland en het Graafschap Mömpelgard. In 1521 kocht met Franse steun de vesting Hohentwiel aan het Bodenmeer, vanwaaruit hij de Habsburgse heerschappij over Württemberg bedreigde. In Zwitserland kwam Ulrich in aanraking met de leer van de kerkhervormer Huldrych Zwingli en in 1524 bekeerde hij zich tot het zwinglianisme. In Mömpelgard voerde Ulrich deze vorm van het protestantisme in als officiële godsdienst.
In 1525 brak in heel Zuidwest-Duitsland een massale opstand uit onder de boeren en handarbeiders: de Boerenoorlog. Geïnspireerd door de idealen van de Reformatie, kwamen de boeren in opstand tegen hun economische achterstelling en verslechterde rechtspositie. De opstand in Württemberg begon met vreedzame onderhandelingen, maar met Pasen richtten de opstandige boeren een bloedbad aan onder Oostenrijkse bestuurders in Weinsberg. Kort daarop formeerde zich een tussen 10.000 en 12.000 man sterk boerenleger onder leiding van Matern Feuerbacher, een raadslid uit Bottwar. Om het leger te betalen plunderden de boeren de kloosters en graanschuren. Dertig van de veertig Württembergse Ämter sloten zich bij de boeren aan. Het doel van de boerenleiders was de afschaffing van de heerlijke rechten en de invoering van het protestantisme. Net als bij de opstand van de Arme Konrad bood de regering aan om een landdag te organiseren waar ook de plattelandsbevolking vertegenwoordigd zou worden, maar dit aanbod namen de boeren niet aan. Ondertussen verzamelden de Duitse vorsten hun legers.
Op 12 mei 1525 werd het boerenleger in de Slag bij Böblingen vernietigend verslagen door de troepen van de Zwabische Bond. Ferdinand I stelde de aanvoerder van de Bond, Georg von Waldburg, aan als stadhouder van Württemberg. Georg liet de stad Weinsberg geheel platbranden. De leiders van de opstanden werden ter dood veroordeeld. De predikanten van het boerenleger werden geëxecuteerd en de aanstichter van het bloedbad in Weinsberg werd doodgemarteld. Feuerbacher wist naar de Rijksstad Rottweil te vluchten, waar hij later werd vrijgesproken. De belastingen werden in het hele hertogdom verhoogd, maar de Ämter die aan de opstand hadden deelgenomen moesten het dubbele betalen.

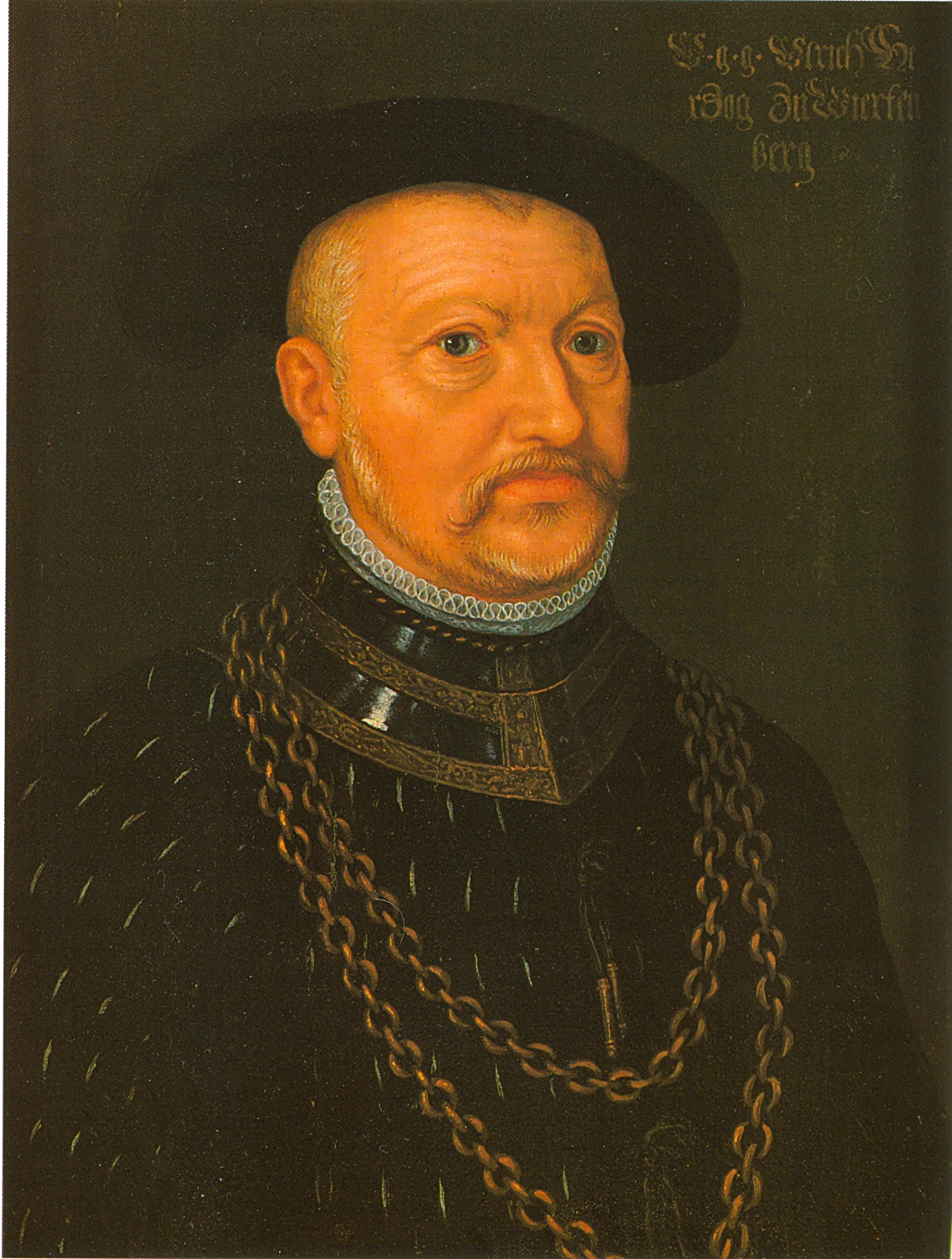
Portret van Ulrich op latere leeftijd.

## Economie
Württemberg was een uitgesproken agrarisch gebied. Ongeveer 80% van de inwoners woonden in dorpen. Naast akkerbouw en veeteelt voor eigen gebruik leefden de inwoners van het verbouwen van granen, de wijnbouw en de houtverwerking. Het land telde slechts twee grotere steden, Stuttgard en later Ludwigsburg. De handel en nijverheid in de kleinere steden was vooral gericht op productie voor lokale behoeften. Alleen in de textielsector werd ook voor de export geproduceerd. In de Gäu werden schapen geteeld en in de Zwabische Jura Vlas verbouwd en tot Linnen verwerkt.

## Bevolking
Uit de periode voor de 18e eeuw zijn bijna geen exacte demografische gegevens bekend. De eerste volkstelling werd in Württemberg in 1757 gehouden. Toch kunnen op basis van de gegevens uit kerk- en belastingregisters goede schattingen gemaakt worden van het aantal inwoners. Rond 1618, voor het begin van de Dertigjarige Oorlog had het hertogdom rond de 430.000 inwoners. In 1652 telde Württemberg nog maar 166.000 inwoners, waarmee het een van de zwaarst getroffen gebieden in het Heilige Roomse Rijk was. Pas rond 1730 hadden de bevolkingsaantallen zich weer hersteld en wordt het aantal inwoners op 425.000 geschat. De bevolkingsgroei zette door, zodat Württemberg in 1802, vlak voor de rangverhoging tot keurvorstendom en de uitbreiding van het grondgebied, 660.000 inwoners telde.

## Hertogen

### Huis Württemberg
- 1495 - 1496: Everhard I
- 1496 - 1498: Everhard II
- 1498 - 1519: Ulrich

### Huis Habsburg
- 1520 - 1522: Karel V
- 1522 - 1534: Ferdinand I

### Huis Württemberg
- 1534 - 1550: Ulrich
- 1550 - 1568: Christoffel
- 1568 - 1593: Lodewijk
- 1593 - 1608: Frederik I
- 1608 - 1628: Johan Frederik
- 1628 - 1634: Everhard III
- 1634 - 1648: Keizerlijke bezetting
- 1648 - 1674: Everhard III
- 1674 - 1677: Willem Lodewijk
- 1677 - 1733: Everhard Lodewijk
- 1733 - 1737: Karel Alexander
- 1737 - 1793: Karel Eugenius
- 1793 - 1795: Lodewijk Eugenius
- 1795 - 1797: Frederik Eugenius
- 1797 - 1803: Frederik II